# دارام سینگ (بازیکن هاکی روی چمن، زاده ۱۹۳۷)
دارام سینگ (انگلیسی: Dharam Singh؛ زادهٔ ۳۰ اکتبر ۱۹۳۷) بازیکن هاکی روی چمن اهل هند است.